# La Petite Reine (film, 2014)
Pour les articles homonymes, voir La Petite Reine (homonymie).
Pour plus de détails, voir Fiche technique et Distribution.
La Petite Reine est un film québécois réalisé par Alexis Durand-Brault, sorti le 13 juin 2014.
Le film, qui met en vedette Laurence Leboeuf, est consacré au dopage dans le domaine du cyclisme.

## Synopsis
L'histoire de Julie Arseneau, vedette cycliste prise dans l'enfer du dopage, s'inspire de la vie de Geneviève Jeanson.

## Fiche technique
- Titre original : La Petite Reine
- Titre anglais : The Little Queen
- Réalisation : Alexis Durand-Brault
- Scénario : Sophie Lorain et Catherine Léger
- Musique : Dazmo
- Direction artistique : André Guimond
- Décors : Michèle Ouellet
- Costumes : Odette Gadoury
- Maquillage : Jeanne Lafond
- Coiffure : Michelle Côté
- Photographie : Yves Bélanger
- Son : Mario Auclair, Marcel Pothier, Christian Rivest, Stéphane Bergeron
- Montage : Louis-Philippe Rathé
- Production : Richard Lalonde
- Société de production : Forum Films
- Sociétés de distribution : Christal Films, Les Films Séville
- Budget : 5 millions de dollars[2]
- Pays d'origine :  Canada
- Langue originale : français
- Format : couleur (Technicolor) — format d'image : 1,85:1
- Genre : drame sportif
- Durée : 108 minutes
- Dates de sortie :
  - Canada : 9 juin 2014 (première au cinéma Impérial à Montréal)[3]
  - Canada : 13 juin 2014 (sortie en salle au Québec)
  - France : 22 août 2014 (Festival du film francophone d'Angoulême)[4]
  - Canada : 30 septembre 2014 (DVD)
  - Belgique : 4 octobre 2014 (Festival international du film francophone de Namur (FIFF))
  - Chine : 18 avril 2015 (Festival international du film de Pékin)
  - France : 1er octobre 2015 (e-cinema/VOD)

## Distribution
- Laurence Leboeuf : Julie Arseneau
- Patrice Robitaille : JP
- Denis Bouchard : Alain Arseneau, le père de Julie
- Josée Deschênes : Suzanne Arseneau, la mère de Julie
- Jeff Boudreault : Claude, commanditaire de Vita
- René-Daniel Dubois : Dr Paul C. Henri
- Sébastien Delorme : François Bouchard
- Mélanie Pilon : Valérie
- Virginie Ranger-Beauregard : Jess
- Valérie Chevalier : Cynthia
- Julie Renault-Roy : Marie-Ève
- Judith Baribeau : Nathalie
- Pascale Desrochers : Pauline LeBigot
- Émilie Guillaume : Rénalda Ducros, cycliste belge
- Vincent Leclerc : animateur sportif
- Pierre Houde : commentateur course de Montréal
- Patrick Benoit : le relationniste

## Autour du film
- Le film a été tourné à Montréal, Liège (Belgique), Huy et Phoenix (Arizona).
- Lors d'une avant-première au Festival du film francophone d'Angoulême, six évanouissements eurent lieu pendant les vingt premières minutes du film. La salle de cinéma ne serait pas en cause, mais bel et bien les images du film dans lesquelles l'aspect graphique d'une scène de dopage aurait entraîné un premier malaise, qui aurait lui-même provoqué les suivants. Un phénomène de masse qui est assez fréquent selon les secours. À la suite de l'intervention des pompiers, la projection fut annulée puis reportée à plus tard pendant le festival[4].